# Havas

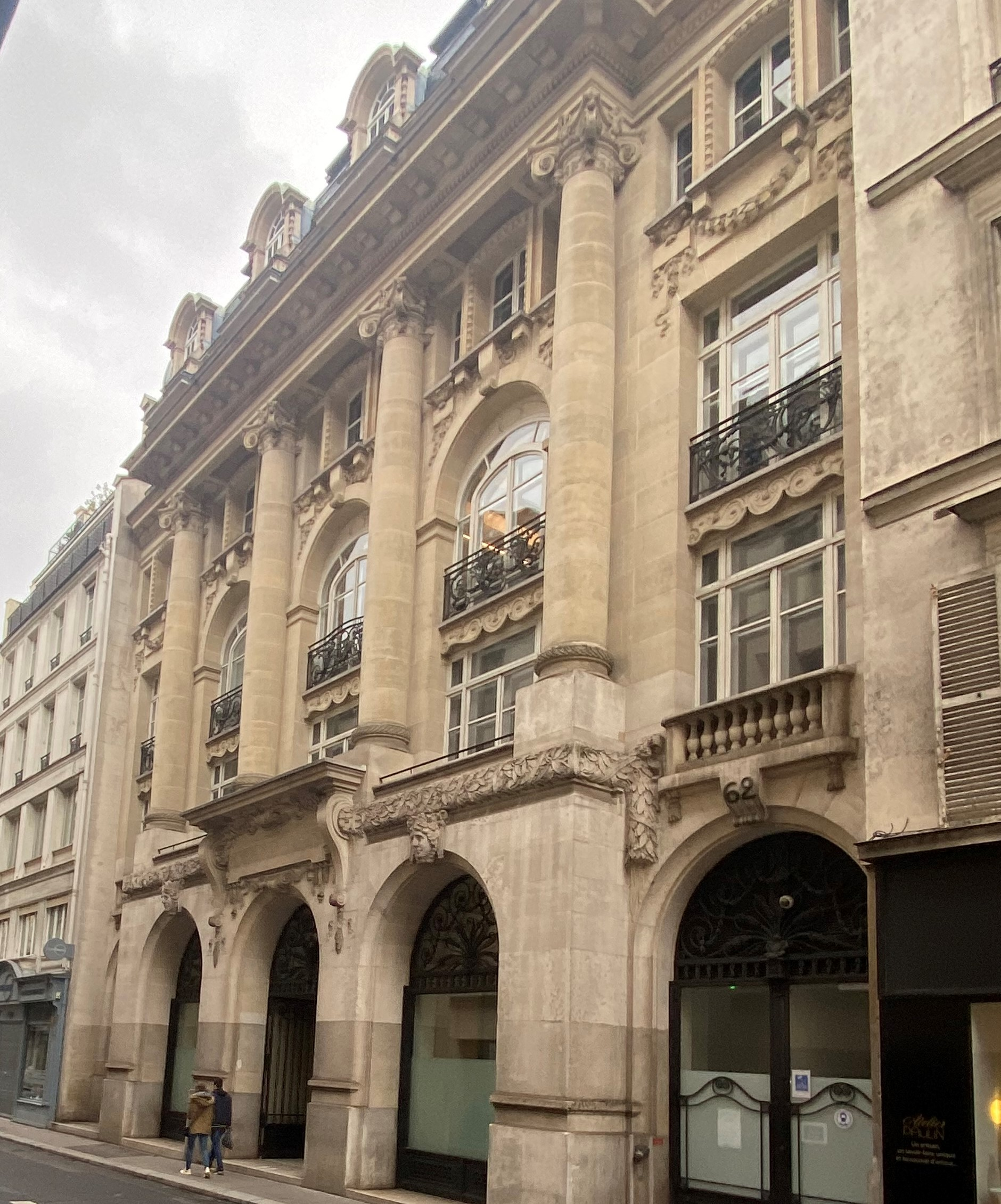
Clădirea la 62, rue de Richelieu din Paris, construită de Société générale des Annonces și folosită de Havas din 1921 ca sediu central al operațiunilor sale de publicitate.

Havas NV este o companie multinațională franceză de publicitate și relații publice, cu sediul social și sediul central în Puteaux, Franța.
Havas operează în peste 100 de țări. Grupul este structurat în trei mari divizii operaționale, oferind o gamă largă de servicii inclusiv publicitate digitală, marketing direct, planificare și cumpărare media, comunicații corporative, promovarea vânzărilor, design, resurse umane, promovarea sporturilor, comunicații interactive multimedia, relații publice și consultanță în inovație.
Grupul Havas este prezent și în România prin companiile ADDV/Euro RSCG și MPG.